# The Fifth Estate (émission de télévision)

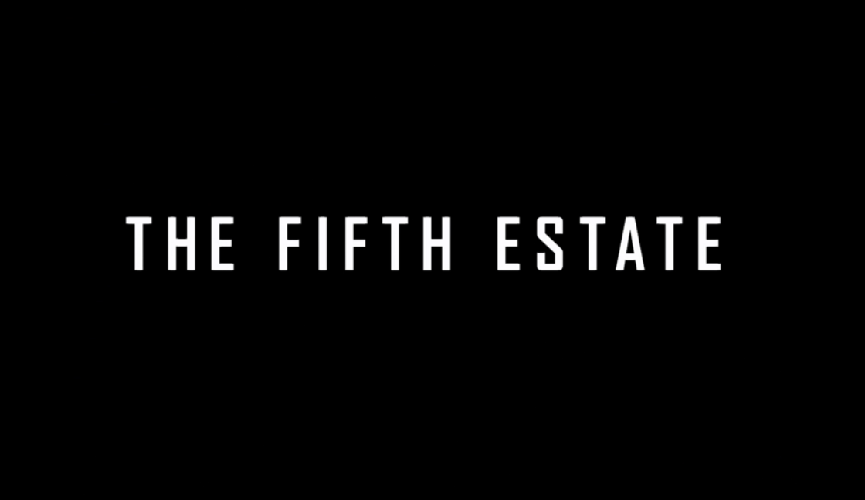
Logo de l'émission The Fifth Estate

The Fifth Estate (stylisé en the fifth estate) est une émission d'information canadienne produite par CBC Television. Uniquement en anglais, elle est diffusée à la télévision depuis septembre 1975. CBC Television a signé des ententes de co-production avec d'autres sociétés de médias, telles BBC, The New York Times, The Globe and Mail, Toronto Star. Elle partage aussi des informations avec PBS pour la série documentaire Frontline.

## Histoire
En 1999, 2000, 2002, 2004, 2006, 2007, 2008 et 2009, The Fifth Estate a obtenu un prix Gemini pour la meilleure série canadienne d'information. En 2014, la série reçoit un prix Écrans canadiens en tant que meilleure série d'information.
En 2014, CBC Television annonce que la série est diffusée depuis 40 ans.